# 謝爾比縣 (肯塔基州)
謝爾比縣（英語：Shelby County）是美国肯塔基州北部的一個郡，面積999平方公里。根據2020年美國人口普查，共有人口48,065人。縣治謝爾比維爾（Shelbyville）。該縣成立於1792年6月23日，縣名以第一、五任肯塔基州州长艾萨克·谢尔比（Issac Shelby）。
本縣為一禁酒的縣。